# 이케아 효과
이케아 효과(IKEA effect)란 구매자들이 스스로 물건을 만들었으니 완제품과 비교해도 손색이 없고 오히려 그 이상의 가치를 갖는다고 생각하는 인지부조화이다.

## 배경
이케아 효과는 하버드대학 마이클 노튼(Michel Norton)과 듀크대 댄 애리얼리(Dan Ariely) 교수, 툴레인대의 대니얼 모촌(Daniel Mochon)에 의해 주장되었다. 이들은 이케아 가구를 자신이 직접 노동을 하며 조립하면서 결과물에 대한 애정이 생긴다고 주장하였다.

## 원리
초보자가 이케아 가구를 조립하는 데는 시간이 상당히 오래 걸린다. 사람에 따라 며칠이 걸리기도 한다. 하지만 이런 과정에서 자신의 노동력이 투입돼 무언가를 생산하게 되면 자신의 자긍심과 역량이 커졌다는 느낌을 받는다. 따라서 평소에 자신감이 부족한 사람일수록 이케아 효과의 영향을 받을 가능성이 더 크다고 한다. 또한 이제는 불편함이 요구되는 사회이다. 많은 기업들이 고객의 편의성을 충족시키기 위해 노력하는 편이지만 일부 유별난 기업들은 고객을 불편하게 함으로써 관심을 이끌기도 한다. 이용자들은 편의성이 약간은 떨어지더라도 다른 가치가 좀 더 높다면 불편함을 기꺼이 수용하기 때문이다.
사람들이 불편함을 때때로 수용하는 이유에는 몇 가지가 있다. 첫 번째, 절약이 되기 때문이다. 고객이 불편함을 감수하고 고객의 시간과 신체적 노력을 들이면 가격이 낮아지기 때문에 고객의 금전적인 부담이 줄어들게 된다. 둘 째, 재미와 모험심을 불러 일으키기 때문이다. 사람들은 완제품을 구매하는 것보다 자신이 직접 물건을 조립하면서 느끼는 재미와 모험심을 느끼는 것을 좋아하기 때문이다.
진화심리학 쪽에서는 이 현상을 먹을 것이 부족했던 원시시대에 인간의 생존 가능성을 높여준 유익한 성향이라고 주장한다. 만일 힘겨운 노동이나 실패를 거듭한 사냥의 결과로 먹잇감을 겨우 얻게 되었다면 맛이 별로 없을지라도 너무나 감사하면서 맛있게 먹었을 것이라는 것이 이들의 주장이다.
이케아 효과는 실험에서도 찾아볼 수 있다. 노턴과 동료들은 피험자들에게 종이접기를 시키는 실험을 했다. 그리고 심혈을 기울여 만든 각자의 작품들을 한데 모아 경매에 붙였다. 그랬더니 작품의 질과는 상관없이 대부분의 피험자들은 웃돈을 줘서라도 자신이 만든 작품을 구매하기를 희망했는데 이 역시 들인 노력이 제품에 대한 사랑으로 전환되는 경우라고 볼 수 있다.

## 응용분야
이케아 효과는 마케팅 분야에서 효과적으로 응용될 수 있는 효과이다. 고객들이 자신이 원하는 그리고 자신의 취향에 적합한 제품을 가질 수 있도록 유도할 수 있다. 이러한 점은 고객들의 만족도를 더욱 증가시킬 수 있고 마케팅을 진행하는 회사 입장에서도 고객들을 장기적으로 유치시키는데 도움이 더 될 것이다.
이케아 효과는 행동경제학에서 소유 효과(Endowment Effect)라고도 한다. 자기가 직접 조립한 것에 비합리적으로 가치를 더 주는 현상인데, UX에서도 고객들이 자신의 기호에 맞게 정보를 입력하거나 설정할 수 있도록 하는 경우가 많다. LinkedIn의 프로필 입력이 좋은 사례이다.
하지만 대충 만들고 '설정'해서 사용하라고 하는 건 효과가 없다. 역효과만 불러온다. UX 담당자들은 고객이 UX에 참여하여 가치를 느끼는 것과,
귀찮은 설정을 하게 하는 것 사이의 '미묘한 균형'을 이해할 필요가 있겠다.

## 같이 보기
- 더닝-크루거 효과
- 노력 정당화
- 피그말리온 효과

## 참조
1. ↑   댄 애리얼리, 《『경제심리학』》, 청림출판,2011
2. 1 2   댄 애리얼리, 《『경제심리학』》, 청림출판,2011
3. 1 2   정성훈, 《『사람을 움직이는 100가지 심리법칙』》, 케이앤제이, 2011
4. ↑   조영황, 《한국 가구산업의 경쟁력 강화 방안연구 : 주방가구산업을 중심으로》, 한양대학교, 2013